# 메르세데스-벤츠 EQG
메르세데스-벤츠 EQG(영어: Merdes-Benz EQG)는 메르세데스-벤츠에서 2024년부터 생산 중인 미래형 전기 중형 4륜구동 럭셔리 SUV이다. EQ 제품군의 일부로 2022년까지 10대의 새로운 모델을 포함하도록 범위를 확장하였으며메르세데스 G-클래스를 기반으로 제작되었다.

## 컴팩트 EQG
2021년 9월 5일, 메르세데스-벤츠는 뮌헨에서 열리는 IAA 모빌리티 2021에서 완전 전기 구동을 탑재한 G-클래스 컨셉트카인 EQG 컨셉트를 미리 선보였다.외부적으로 EQG 컨셉트는 2세대 G-클래스의 스타일을 그대로 이어받았으며, 정사각형 타이어 커버, LED 블랙 패널 그릴을 포함한 광범위한 추가 LED 조명, 업데이트된 전면 및 후면 패시아, 새로운 22인치 휠, 특수 루프 랙과 같이 전기 변형을 구별하는 업데이트된 요소가 있다. 메르세데스-벤츠는 아직 기술 데이터를 공개하지 않았지만 EQG 컨셉트에는 휠에 더 가깝게 배치되어 독립적으로 작동할 수 있는 4개의 전기 모터가 있다. 배터리 팩은 108kWH이다. 또한 2단 기어박스는 오프로드 주행을 위한 기어 감속을 허용한다.모델명은 EQG 560 4MATIC과 EQG 580 4MATIC이며, AMG 모델도 출시될 것이라는 소문이 있다.

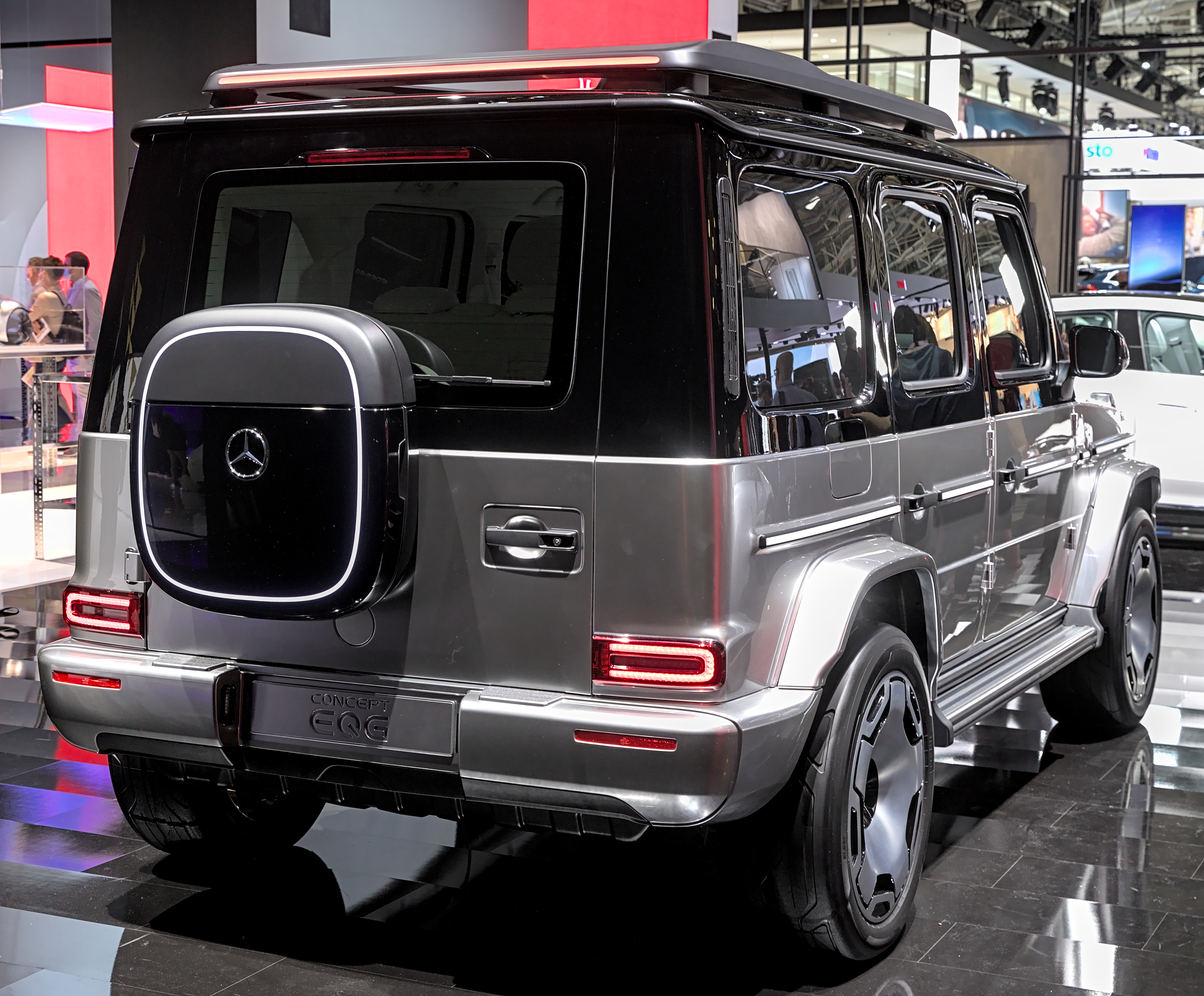
Rear of Concept EQG at IAA 2021